# Вера Зальфекварт
Вера Зальфекварт (нім. Vera Salvequart; 26 листопада 1919, Судетська область, Чехословаччина — 26 червня 1947, Гамельн, Німеччина) — медсестра концентраційного табору Равенсбрюк, нацистська воєнна злочинниця.

## Біографія

### Життя до служби в СС
Вера Зальфекварт народилася в Чехословаччині в 1919 році, а потім переїхала до Німеччини. У 1941 році вона була заарештована за відмову розголошувати місце знаходження єврея, з яким у неї був любовний зв'язок. Вона пробула 10 місяців у в'язниці концтабору Флоссенбюрг. У 1942 році Зальфекварт знову була заарештована за стосунки з євреєм і пробула у в'язниці ще 2 роки. 6 грудня 1944 року її також заарештували, вже за звинуваченням у допомозі п'ятьох затриманих офіцерам, а потім відправили в Равенсбрюк, який в той момент став табором для жінок-в'язнів.

### Робота в таборі
Оскільки у Зальфекварт була довоєнна підготовка медсестрою, в таборі її незабаром вибрали для служби в лавах СС через брак робочого персоналу. Вона стала працювати медсестрою в медичному крилі табору. Віра відправляла тисячі жінок-в'язнів в газові камери, заповнювала свідоцтва про смерть убитих жінок і оглядала їх трупи на наявність золотих коронок. До лютого 1945 року, як пізніше свідчили вцілілі в'язні, брала активнішу роль у вбивствах. Вона отруювала хворих прямо в медичному крилі, щоб уникнути зусиль, пов'язаних з їх відправкою в газові камери.

### Арешт, суд і страта
Після звільнення Равенсбрюка радянськими військами в квітні 1945 року Вера Зальфекварт була схоплена і постала перед судом. На суді вона стверджувала, що врятувала кілька жінок і дітей від смерті. Наприклад, що заміняла їм ідентифікаційний табірний номер тим, власники яких були вже мертві. Також Вера заявила, що одного разу заховала в затишному місці немовля, і чоловіки-в'язні потім носили йому їжу і молоко. За її словами, за непокору статуту табору начальство пригрозило відправити її в газову камеру. Тоді кілька чоловіків замаскували її під чоловіка-в'язня і тримали так аж до її арешту союзниками.
Проте, 3 лютого 1947 року суд визнав її винною у злочинах проти людяності і засудив до смертної кари. Через деякий час Вера Зальфекварт подала прохання про помилування, заявивши, що один з її коханців нібито був британським шпигуном. Вона також згадала, що у неї є викрадені у даного коханця схеми ракети Фау-2, які, за її словами, були зібрані в таборі ще до 1944 року. Це, однак, допомогло, і Вера отримала відстрочку до з'ясування обставин. Після спростування слів Зальфекварт суд відхилив її прохання про помилування. 26 червня 1947 року Вера Зальфекварт була повішена в тюрмі міста Гамельн. Вирок привів у виконання відомий англійський кат Альберт Пірпойнт.